# Balans (politieke partij)
Balans is een lokale politieke partij die in 2006 is opgericht in de Nederlandse gemeente Gulpen-Wittem.
De partij heeft naast haar programma als doel om meer vrouwen en jongeren bij de politiek te betrekken. Balans streeft er dan ook naar een complete afspiegeling te zijn van de Gulpen-Wittemse gemeenschap.
In 2006 deed de partij ook voor het eerst mee aan de gemeenteraadsverkiezingen en werd toen met 4 zetels meteen de tweede partij en de grootste lokale partij. Dit resulteerde in deelname aan de coalitie.